# یانتسویچه
یانتسویچه (به لاتین: Jancewicze) یک روستا در لهستان است که در گمینا چرمخا واقع شده‌است.